# Sirotište
Istorijski, sirotište je rezidencijalna ustanova, ili grupni dom, posvećen zbrinjavanju siročadi i druge dece koja su odvojena od njihovih bioloških porodica. Primeri situacija koje bi prouzrokovale smeštanje deteta u sirotišta su kada su roditelji umrli, biološka porodica je zlostavljala dete, postojala je zloupotreba supstanci ili mentalna bolest u biološkom domu koja šteti detetu, ili su roditelji morali da odu na rad negde drugde i nisu bili u stanju ili ne žele da povedu dete. Uloga pravne odgovornosti za podržavanje dece čiji su roditelji umrli ili na drugi način nisu u mogućnosti da pružaju negu znatno se razlikuje u svetu.
Upotreba sirotišta pod upravom vlada je u Sjedinjenim Državama, Kanadi, Velikoj Britaniji i zemljama članicama Evropske unije ukinuta tokom druge polovine 20. veka, ali nastavljaju da deluju u mnogim drugim regionima širom sveta. Iako se termin „sirotište” više ne upotrebljava u Sjedinjenim Državama, skoro svaka američka država nastavlja da upravlja kućama za boravak dece kojoj je neophodno bezbedno mesto za život i u kojima će im biti pružena podrška u obrazovnim i životnim veštinama. Kuće poput Milton Heršijeve škole u Pensilvaniji, Mushart u Ilinoisu i Krosnor škola i dom za decu u Severnoj Karolini i dalje pružaju negu i podršku deci kojoj je neophodna. Dok mesto poput Milton Heršijeve škole smešta gotovo 2.000 dece, svako dete živi u malom okruženju sa „kućnim roditeljima” koji često žive godinama u toj kući. Deca koja odrastaju u tim stambenim kućama imaju višu stopu završetka srednje škole i fakulteta od one koja provode ekvivalentan broj godina u američkom sistemu hraniteljstva, gde samo 44 do 66 procenata dece završava srednju školu.
Istraživanja iz Projekta rane intervencije u Bukureštu (engl. Bucharest Early Intervention Project, BEIP) često se navode kao dokaz da stambene institucije negativno utiču na dobrobit dece. BEIP je odabrao sirotišta u Bukureštu, Rumunija, koja su odgajala napuštenu decu u socijalno i emocionalno ugroženim sredinama kako bi proučavali promene u razvoju odojčadi i dece nakon što su bila smeštena u posebno obučene hraniteljske porodice u lokalnoj zajednici. Ova snažna studija pokazala je koliko je nedostatak ljubavne pažnje koji deci pružaju njihovi roditelji ili negovatelji važan za optimalni ljudski razvoj, posebno mozga; adekvatna ishrana nije dovoljna. Daljnja istraživanja dece koja su usvojena od institucija iz istočnoevropskih država u SAD pokazala su da su za svakih 3,5 meseca koje beba provodi u ustanovi zaostajala za svojim vršnjacima u rastu za 1 mesec. Nadalje, metaanaliza istraživanja o IQ vrednostima dece u sirotištima utvrdila je niži IQ među decom u mnogim institucijama, ali ovaj rezultat nije pronađen u okruženju s niskim prihodima.
Širom sveta, rezidencijalne ustanove poput sirotišta često mogu biti štetne za psihološki razvoj ugrožene dece. U zemljama u kojima se sirotišta više ne koriste, državno dugoročno zbrinjavanje neželjene dece se oslanja na smeštaj u domaćem okruženju, sa naglaskom na replikaciji porodičnog doma. Mnoge od ovih zemalja, poput Sjedinjenih Država, koriste sistem novčanih stipendija koje se isplaćuju udomiteljima kako bi se podstaklo i subvencionisalo zbrinjavanje u privatnim domovima. Neophodno je napraviti razliku između hraniteljstva i usvajanja, jer bi usvajanje deteta izuzelo dete iz državne brige i prenelo u potpunosti i neopozivo zakonsku odgovornost za brigu o detetu na posvojitelja, dok u slučaju hraniteljstva dete ostaje u državnoj nadležnosti s hraniteljem koji deluje samo kao negovatelj.
Većina dece koja žive u sirotištima nisu siročad; četvoro od petoro dece u sirotištima ima bar jednog živog roditelja i većina ima širu porodicu. Zemlje u razvoju i njihove vlade oslanjaju se na rodbinsko zbrinjavanje radi pomaganja siročadi, jer je znatno finansijski efektivnije pomoći širim porodicama u preuzimanju siročeta, nego što je njegova institucionalizuja. Pored toga, zemljama u razvoju nedostaje socijalna pomoć za decu i njihovo blagostanje zbog nedostatka resursa. Istraživanja koja se sprovode u svetu u zemljama u razvoju pokazuju da su se te zemlje fokusirale isključivo na pokazatelje preživljavanja, umesto na kombinaciju opstanka i drugih pozitivnih pokazatelja kao što bi to učinila razvijena nacija. To govori o načinu na koji mnoge razvijene zemlje tretiraju krizu siročadi, jer je jedini fokus na pronalaženju načina da se osigura njihov opstanak. U razvijenim zemljama siročad može očekivati da neće naći samo dom, već će te zemlje pokušati da obezbede i sigurnu budućnost. Nadalje, siročad u zemljama u razvoju se smatraju problemom koji treba rešiti, i to ih čini ranjivim u pogledu eksploatacije ili zanemarivanja. U Pakistanu, alternativna briga za siročad često pada na proširene porodice i pakistansko društvo u skladu sa stanovištem svoje vlade stavlja najveći deo tereta brige o siročadi na njih. Iako je često slučaj da građani Pakistana uzimaju siročad zbog svoje kulture i religije, uzimaju se samo siročad čiji su roditelji umrli. To zanemaruje populaciju dece kojoj je potrebna alternativna nega bilo zbog zlostavljanja ili zbog roditelja koji nisu u stanju da se brinu o svom detetu zbog siromaštva, mentalnih ili fizičkih problema.
Nekoliko velikih međunarodnih dobrotvornih organizacija i dalje finansira sirotišta, ali većinu njih obično osnivaju manje dobrotvorne organizacije i verske grupe. Sirotišta, posebno u zemljama u razvoju, mogu iskorištavati ranjive porodice u riziku od raspada i aktivno regrutovati decu kako bi obezbedili kontinuirano finansiranje. Sirotišta u zemljama u razvoju retko vodi država. Međutim, nisu sva sirotišta kojima upravlja država manje korumpirana; rumunska sirotišta, poput onih u Bukureštu, osnovana su zbog ogromnog broja stanovnika što je bilo katalizovano delovanjem diktatora Nikolaja Čaušeskua, koji je zabranio pobačaj i kontrolu rađanja i podstakao stopu nataliteta da bi povećao ponudu radne snage u Rumuniji.

## Istraživanja
Često se navodi da istraživanja iz Bukureštanskog projekta rane intervencije (BEIP) pokazuju da rezidencijalne ustanove negativno utiču na dobrobit dece. BEIP je odabrao sirotišta u Bukureštu u Rumuniji koja odgajaju napuštenu decu u socijalno i emocionalno depriviranim sredinama kako bi proučavali promene u razvoju odojčadi i dece nakon što su smeštena u posebno obučene hraniteljske porodice u lokalnoj zajednici. Ova moćna studija je pokazala kako je pažnja puna ljubavi koju roditelji ili staratelji obično pružaju deci ključna za optimalan ljudski razvoj, posebno mozga; adekvatna ishrana nije dovoljna. Dalja istraživanja dece koja su usvojena iz institucija u istočnoevropskim zemljama u SAD pokazala su da za svakih 3,5 meseca koliko je dete provelo u instituciji, ono zaostaje za svojim vršnjacima u rastu za 1 mesec. Dalje, meta-analiza istraživanja o koeficijentu inteligencije dece u sirotištu otkrila je niži koeficijent inteligencije među decom u mnogim institucijama, ali ovaj rezultat nije pronađen u okruženju sa niskim prihodima.

## Literatura
- Bullen, John (мај 1985). „Orphans, Idiots, Lunatics, and More Idiots: Recent Approaches to the History of Child Welfare in Canada,”. Histoire Sociale: Social History,. 18 (35)., стр. 133—145
- Harrington, Joel F. "The Unwanted Child: The Fate of Foundlings, Orphans   and Juvenile Criminals in Early Modern Germany (2009)
- Keating, Janie (2009). A Child for Keeps: The History of Adoption in England, 1918-45.
- Miller, Timothy S. The Orphans of Byzantium: Child Welfare in the Christian Empire (2009)
- Safley, Thomas Max (2006). Children of the Laboring Poor: Expectation and Experience Among the Orphans of Early Modem Augsburg.
- Sen, Satadru. "The orphaned colony: Orphanage, child and authority in British India," Indian Economic and Social History Review, Oct-. 44  (4):, стр. 463—488
- Terpstra, Nicholas (2005). Abandoned Children of the Italian Renaissance: Orphan Care in Florence and Bologna.
- Berebitsky, Julie (2000). Like Our Very Own: Adoption and the Changing Culture of Motherhood, 1851-1950.
- Carp, E. Wayne, ed (2003). Adoption in America: Historical Perspectives.
- Hacsi, Timothy A (1997). A Second Home: Orphan Asylums and Poor Families in America.
- Herman, Ellen (2008). Kinship by Design: A History of Adoption in the Modern United States. ISBN 978-0-226-32760-0.
- Kleinberg, S. J (2006). Widows And Orphans First: The Family Economy And Social Welfare Policy, 1880-1939.
- Miller, Julie (2007). Abandoned: Foundlings in Nineteenth-Century New York City.
- Child abandonment and its prevention in Europe. Institute of Work, Health and Organisations. Nottingham: University of Nottingham. 2012. ISBN 978-0853582861. OCLC 935864111.
- Mitrut, Andreea; Wolff, François-Charles (decembar 2011). „The impact of legalized abortion on child health outcomes and abandonment. Evidence from Romania”. Journal of Health Economics. 30 (6): 1219—1231. ISSN 1879-1646. PMID 21889810. doi:10.1016/j.jhealeco.2011.08.004. hdl:2077/26523.
- Schweder, Richard (2009). The Child: An Encyclopedic Companion. University of Chicago Press. стр. 1–3. ISBN 978-0226475394.
- Boswell, John Eastburn (1984). „Expositio and Oblatio: The Abandonment of Children and the Ancient and Medieval Family”. The American Historical Review. 89 (1): 10—33. JSTOR 1855916. PMID 11611460. doi:10.2307/1855916.
- Lester, Anne E. (2007). „Lost but not yet Found: Medieval Foundlings and their Care in Northern France, 1200–1500”. Proceedings of the Western Society for French History (на језику: енглески). 35. ISSN 2573-5012.

## Spoljašnje veze
- Herbermann, Charles, ур. (1913). „Orphans and Orphanages”. Catholic Encyclopedia. New York: Robert Appleton Company.
- „Unequal Access to Abortion”. prochoice.org (на језику: енглески). National Abortion Federation. Архивирано из оригинала 09. 03. 2018. г. Приступљено 5. 3. 2018.
- „Preventing Child Neglect”. Prevent Child Abuse America (на језику: енглески). Архивирано из оригинала 09. 03. 2018. г. Приступљено 5. 3. 2018.
- „About Teen Pregnancy | Teen Pregnancy | Reproductive Health”. www.cdc.gov (на језику: енглески). Приступљено 5. 3. 2018.